# Józef Unierzyski

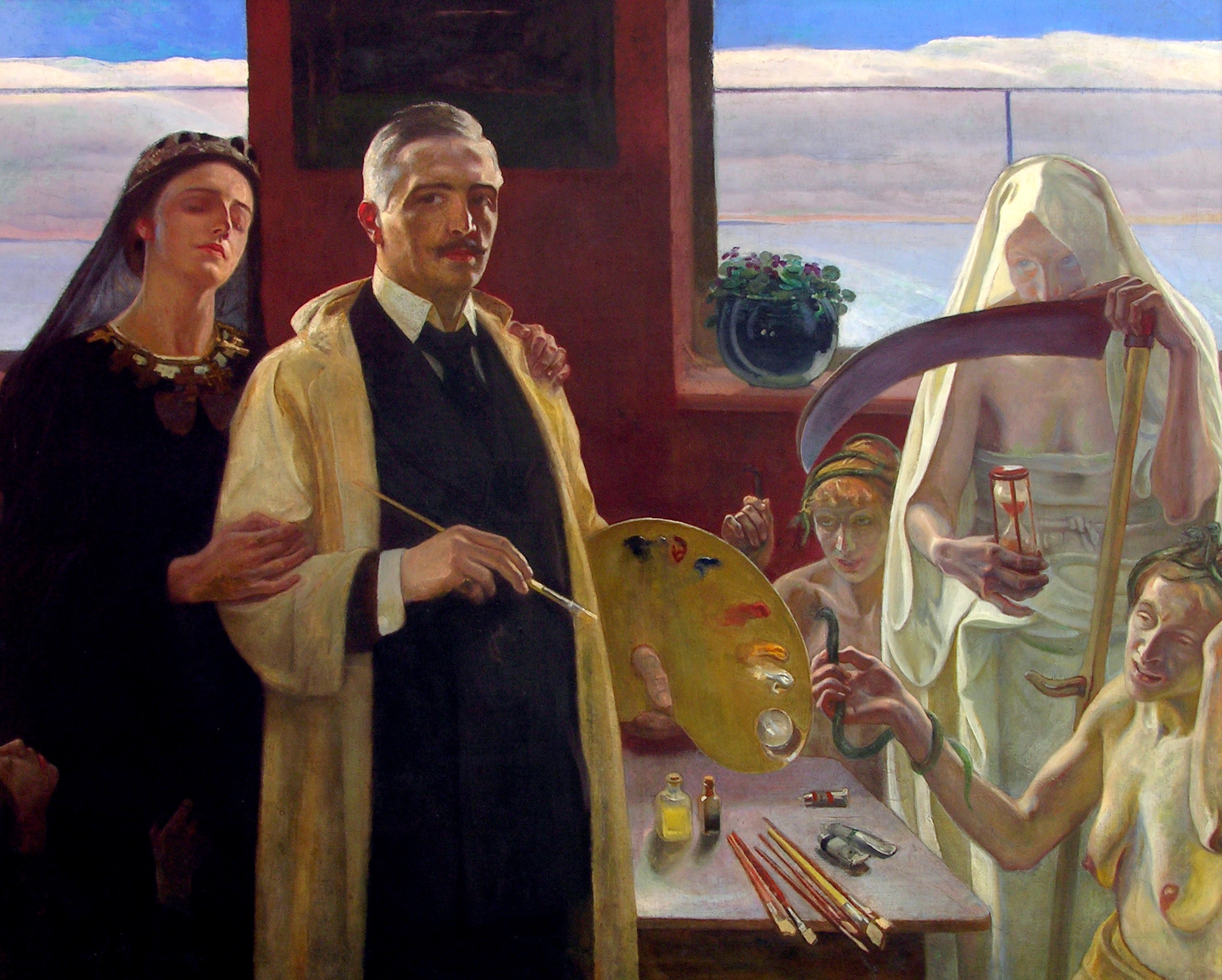
Chân dung tự họa với Harpy (1916)

Józef Unierzyski (sinh ngày 20 tháng 12 năm 1863 - mất ngày 29 tháng 12 năm 1948 tại Kraków) là một họa sĩ người Ba Lan, nhận chức giáo sư của Học viện Mỹ thuật ở Kraków từ năm 1891.

## Tiểu sử
Józef Unierzyski bắt đầu học nghệ thuật tại một trường dạỵ vẽ ở Warsaw dưới sự chỉ dẫn của các họa sĩ Wojciech Gerson và  Aleksander Kamiński. Nhờ vào học bổng năm 1883, ông tiếp tục đi du học ở những học viện nghệ thuật ở Munich và Roma. Khi Unierzyski quay trở lại Ba Lan, ông theo học tại Học viện Mỹ thuật Jan Matejko. Sau đó, ông kết hôn với bà Helena, con gái của danh họa sĩ Ba Lan Jan Matejko.
Những bức tranh của Józef Unierzyski mang phong cách Hàn lâm (Art académique). Chủ đề sáng tác thuộc nhiều thể loại khác nhau, bao gồm: chân dung, bối cảnh lịch sử, chủ đề tôn giáo, các tác phẩm có nội dung thần thoại, ngụ ngôn và biểu tượng.